# جيمس بيلينغتون
جيمس بيلينغتون (بالإنجليزية: James Hadley Billington)‏ (1 يونيو 1929 - 20 نوفمبر 2018)، أستاذ جامعي سابق وخبير في شؤون روسيا وصاحب عدة كتب. يعد صاحب الرأي الأساسي في تصميم وتطوير وإنشاء المكتبة الرقمية العالمية.

## روابط خارجية
- جيمس بيلينغتون على موقع الموسوعة البريطانية (الإنجليزية)
- جيمس بيلينغتون على موقع إن إن دي بي (الإنجليزية)